# Красная мечеть (Томск)
Кра́сная мече́ть (Первая соборная мечеть Томска) — каменная мечеть в татарской слободе Томска.
Построена в 1904 году на месте прежней деревянной. Название получила по цвету стен из неоштукатуренного красного кирпича.
Адрес: улица Татарская, 24.

## История
Первые томские мечети были деревянными, первая из них была построена в 1810 году, затем сгорела. На её месте, на углу улицы Татарской и переулка Татарского (ныне улица Трифонова), была построена вторая деревянная мечеть, которая также сгорела в 1900 году.
Современная мечеть была построена в 1901—1904 годах ахуном Хамзой Хамитовым на средства купца Карима Хамитова. В 1907 году рядом со зданием мечети было построено медресе. В народе оно было известно как Хамитовское.
В 1931 году мечеть была закрыта, здание использовалось как кинозал, ликёро-водочный завод, цех завода пищевых продуктов «Томский».
В 1995—1997 годах мусульманской общине вернули здание медресе. Второй этаж этого здания используется в качестве молельни. Само здание мечети было возвращено верующим только в 2002 году в полуразрушенном состоянии. В 2014 году на средства представителей Чеченской Республики активно восстанавливается, возводятся утраченные минарет и купол.
В декабре 2014 года была завершена реставрация Красной мечети. В марте 2015 года состоялась церемония открытия реконструированного здания. На открытии присутствовали делегации Чеченской Республики, ДУМ Азиатской части России, представители органов власти Томской области и города.

## Галерея

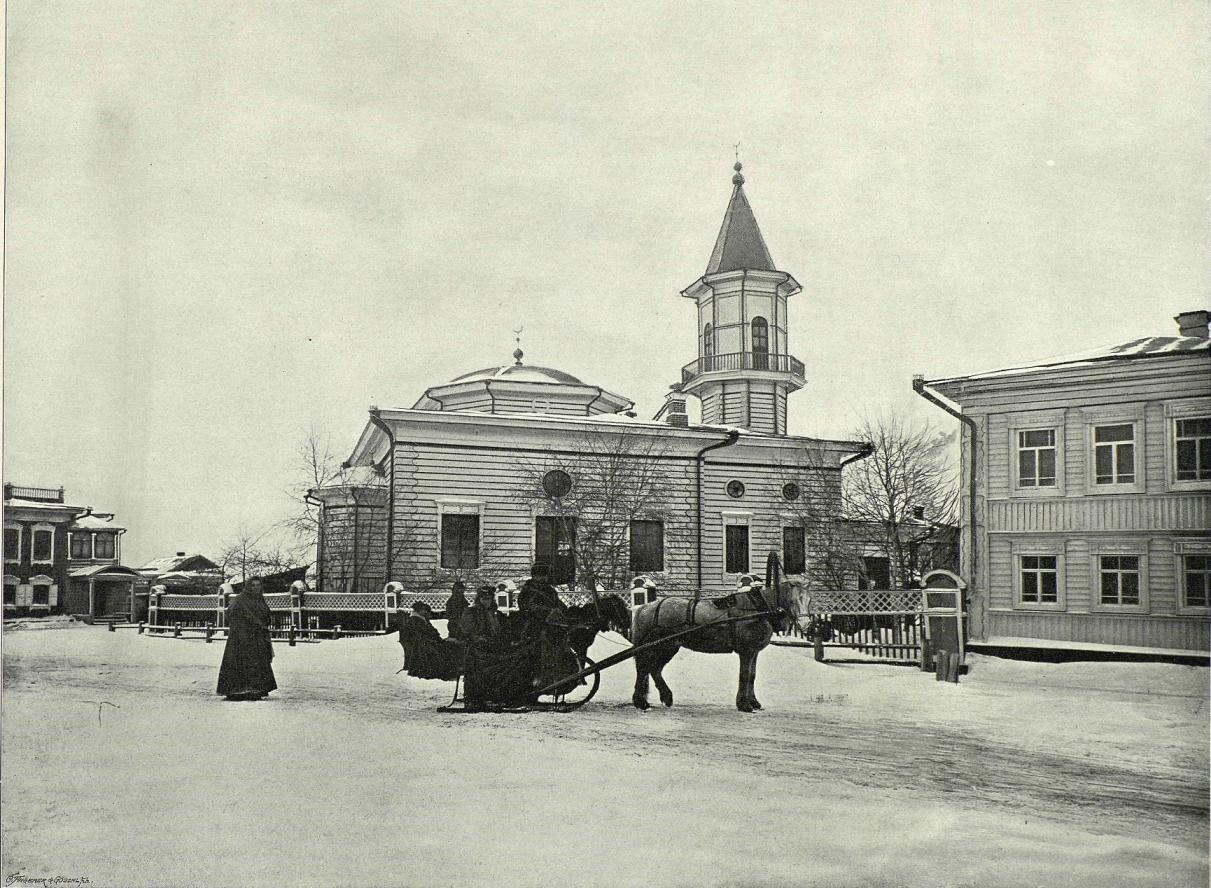
Предыдущая мечеть на этом месте, 1899 год
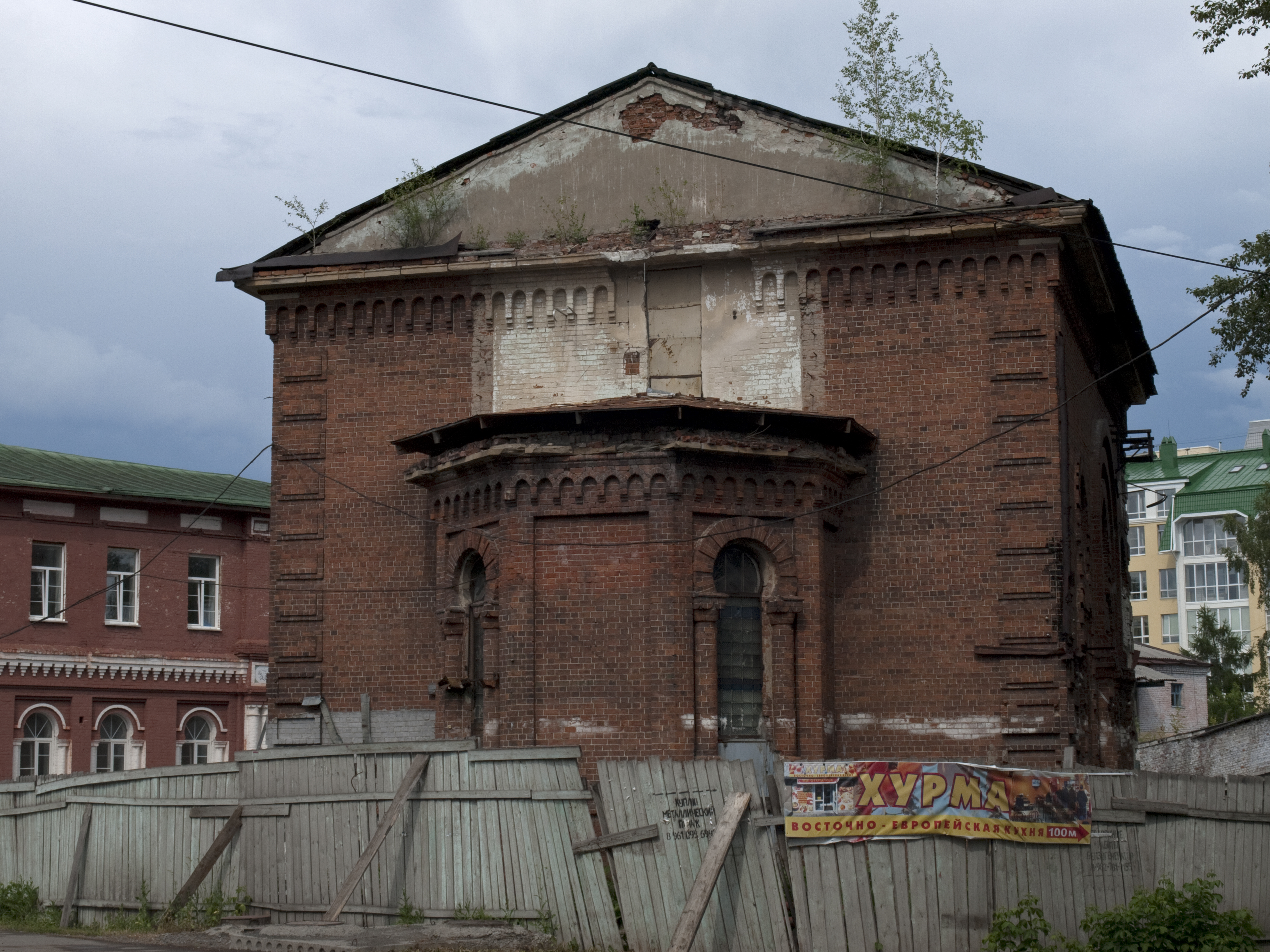
Мечеть до реконструкции, 2011 год
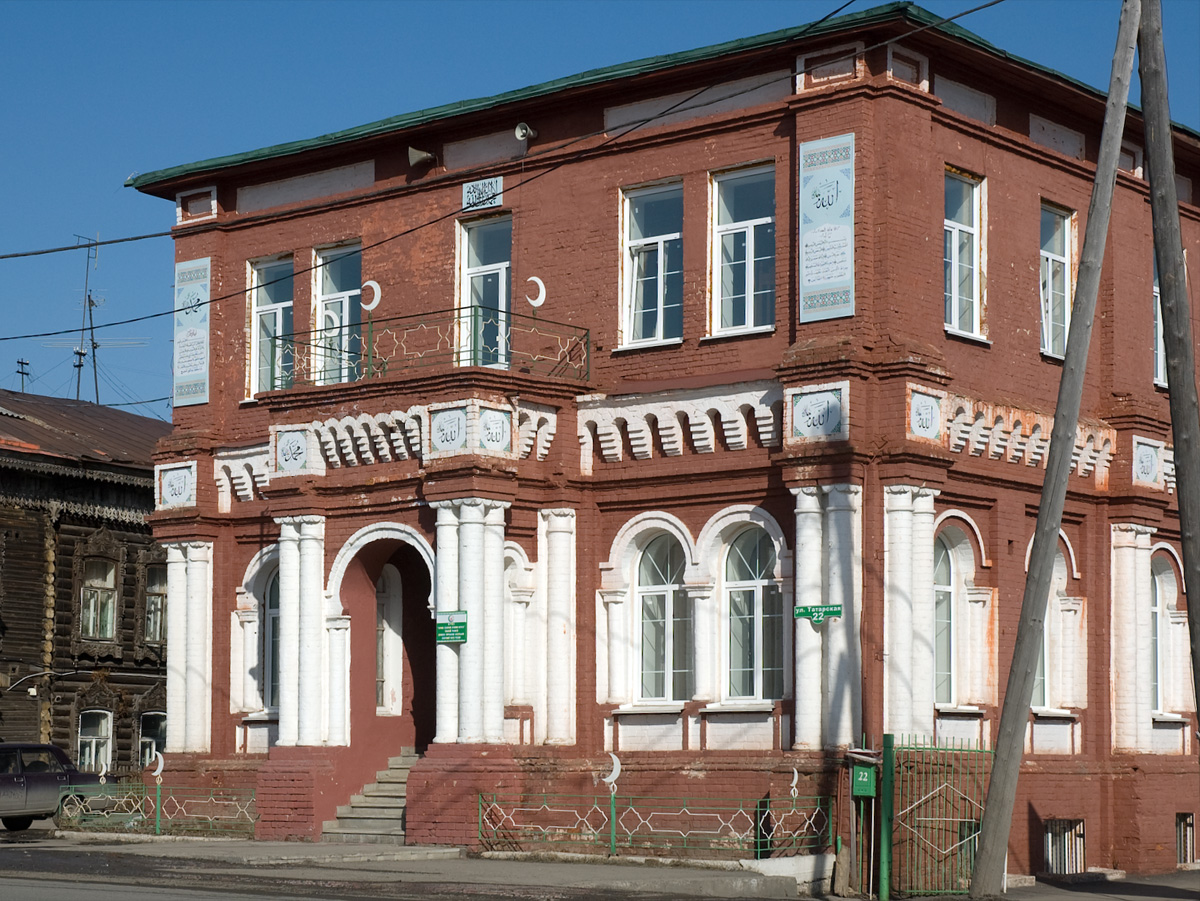
Здание Хамитовского медресе, 2014 год